# Opuszki kończynowe
Opuszki kończynowe – pozbawione owłosienia, poduszkopodobne wyniosłości znajdujące się na powierzchniach: podeszwowej i dłoniowej kończyn ssaków, zawierające receptory dotykowe, pełniące (u niektórych ssaków stopochodnych lub palcochodnych) funkcję amortyzatora wstrząsów. U ludzi i niektórych małp pokryte są charakterystycznymi listewkami skórnymi (zwanymi liniami papilarnymi). U ssaków nieparzystokopytnych zredukowane do tzw. strzałki.

## Przykłady opuszków

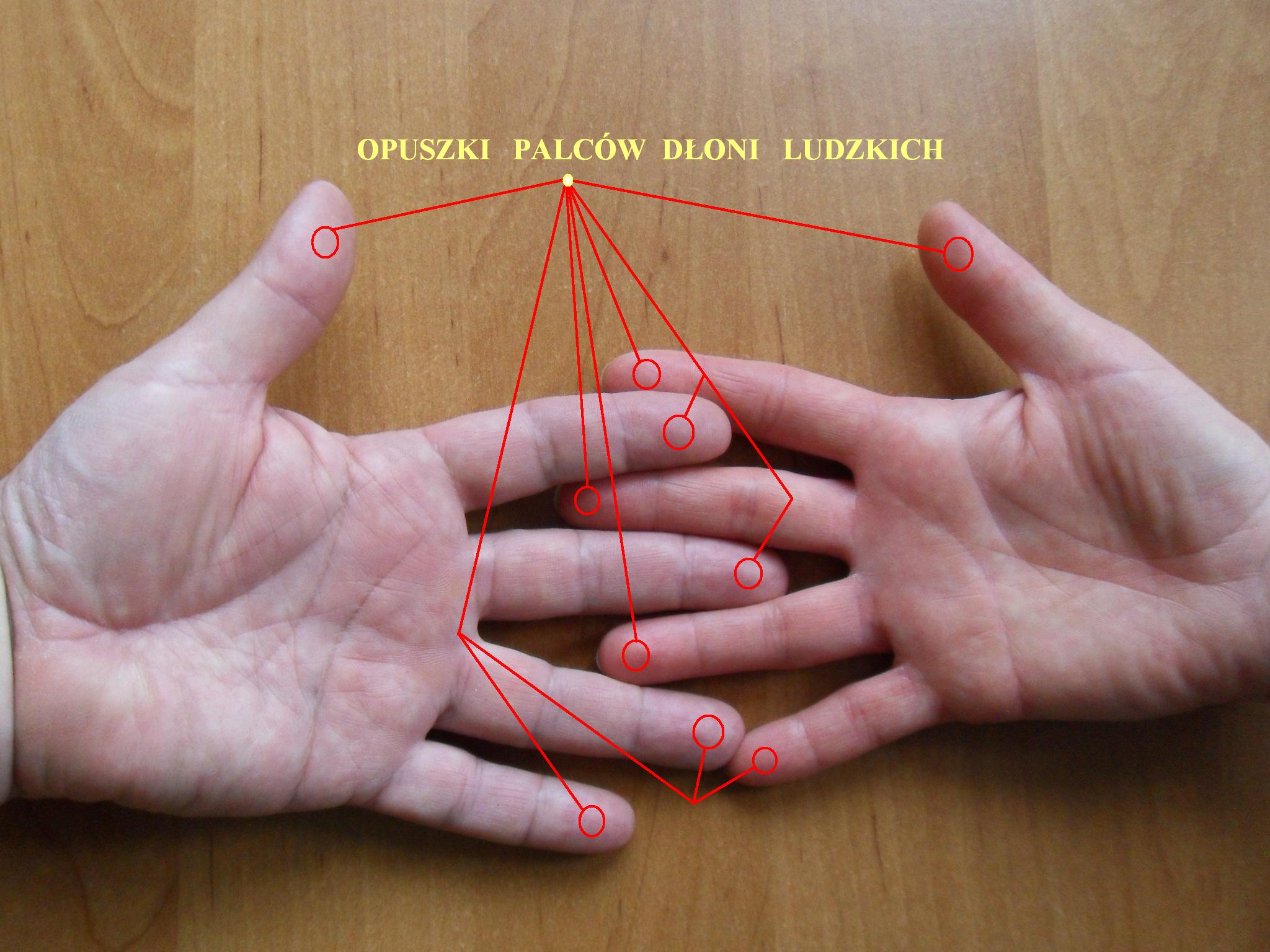
Opuszki na dłoniach ludzkich
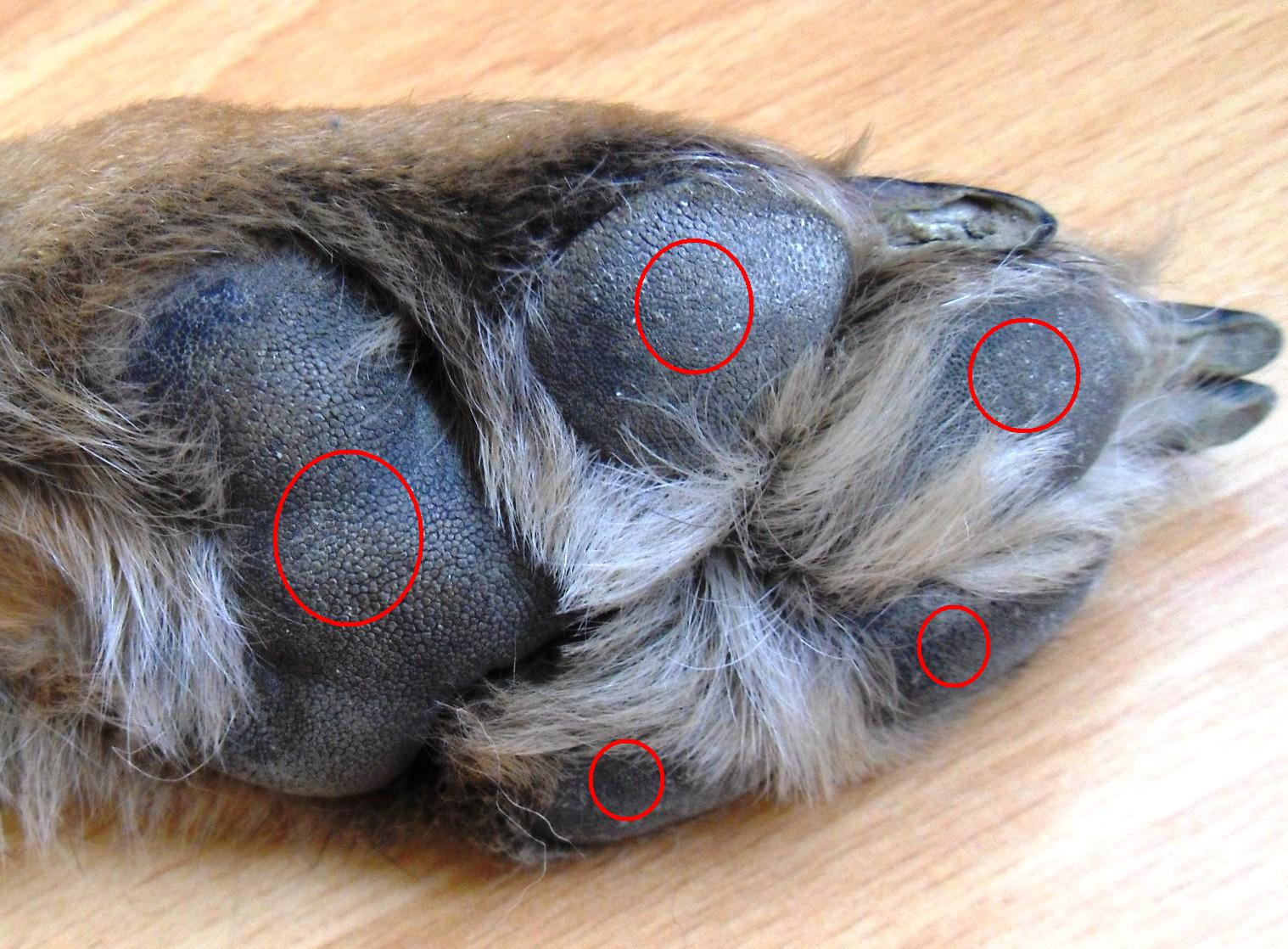
Opuszki na przedniej łapie psa
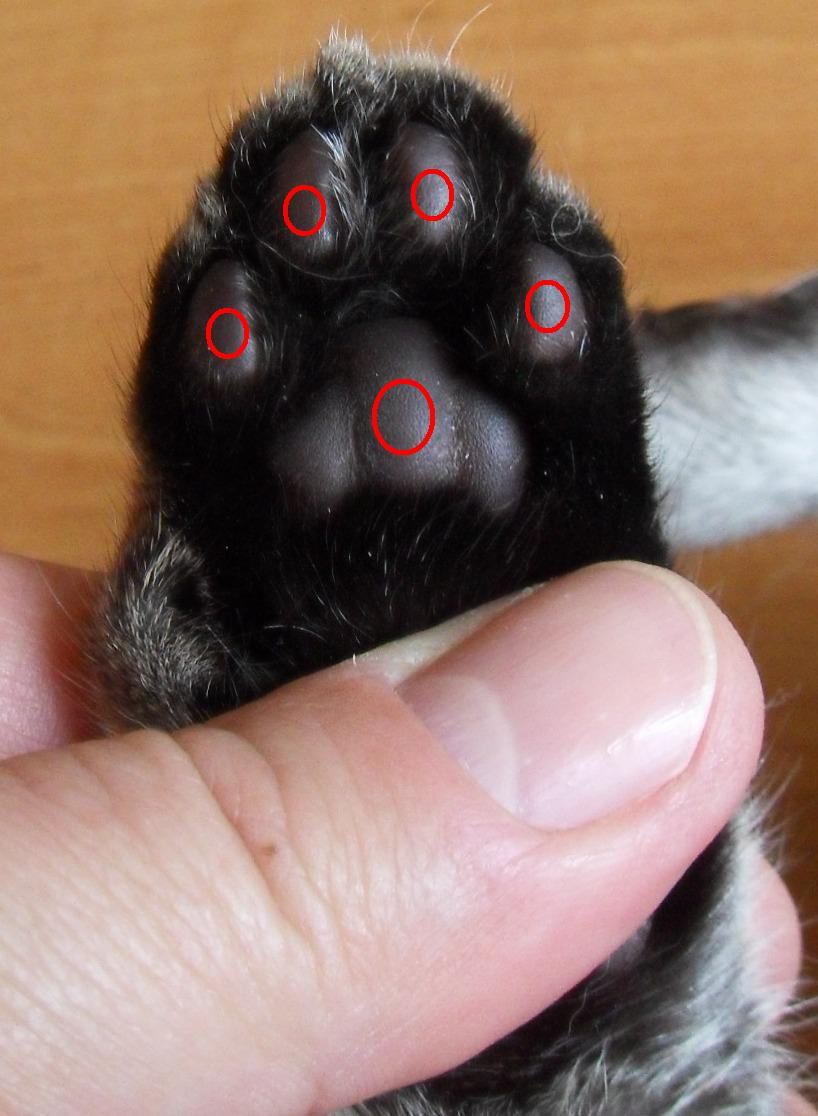
Opuszki na przedniej łapie kota domowego
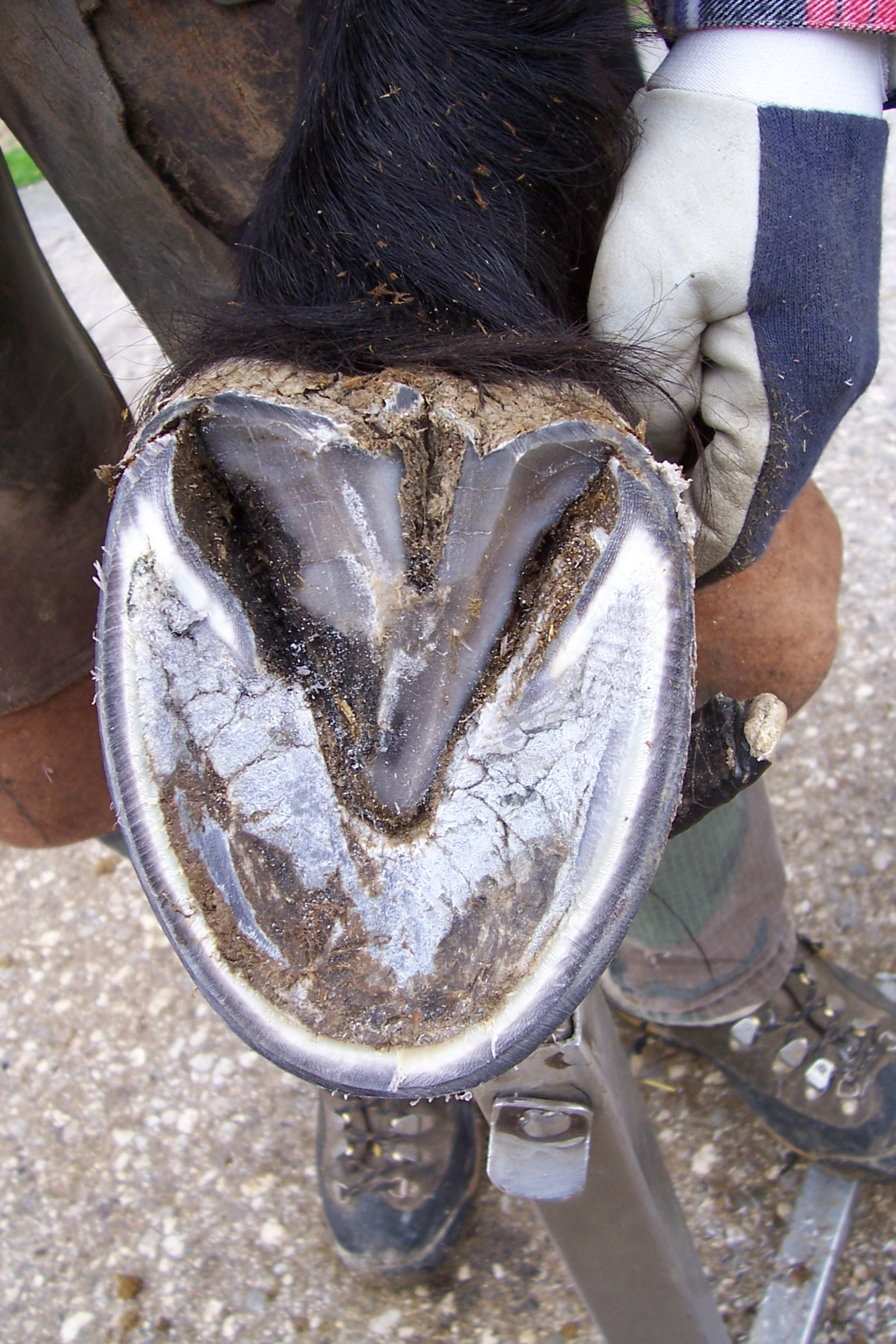
Kopyto końskie (od spodu) widoczna strzałka